# Norrie Davidson
Norrie Davidson (Kintore, Aberdeenshire, 25 de octubre de 1934-20 de noviembre de 2022) fue un futbolista escocés que jugaba en la posición de delantero.

## Carrera

### Juvenil
Como adolescente fichó por el Chelsea FC pero no llegó a jugar con el primer equipo.

### Profesional
| Periodo   | Club                    |
| --------- | ----------------------- |
| 1953      | Fraserburgh FC          |
| 1953-1955 | Inverurie Loco Works FC |
| 1955-1961 | Aberdeen FC             |
| 1961-1963 | Hearts                  |
| 1963-1964 | Dundee United FC        |
| 1964      | Partick Thistle FC      |
| 1964-1965 | St Mirren FC            |
| 1965      | Margate FC              |
| 1966      | Ramsgate FC             |
| 1966-1967 | Boksburg FC             |